# رابرت راسل نیوتون
 رابرت راسل نیوتون (انگلیسی: Robert Russell Newton؛ زاده ۷ ژوئیهٔ ۱۹۱۸ درگذشته ۲ ژوئن ۱۹۹۱) یک دانشمند در زمینه اهل ایالات متحده آمریکا بود.